# Machine Project
Machine Project est un organisme sans but lucratif et un espace d'art situé à Los Angeles.

## Historique
L'espace été fondé en 2004 par Mark Allen et l'OSBL en 2005. Les événements du Projet Machine, dans cet espace, croisent différents domaines et les pratiques, notamment entre les arts et les sciences. Dans un article de LA Weekly de 2006, l'écrivain Gendy Alimurung décrit Machine Project  comme « la rencontre de Nikola Tesla et de Phineas Taylor Barnum, relevée avec une pincette de The Anarchist Cookbook ».

## Collaborations
Au fil des années, cet espace a bénéficié de collaborations avec différents organismes, dont le Musée d'art du comté de Los Angeles, le Musée Hammer, et le Walker Art Center.